# محافظات بنما
تنقسم بنما إلى 13 وحدة إدارية منها 10 محافظات (بالإسبانية: Provincias)‏ وأربعة دوائر (بالإسبانية: Comarcas Indígenas)‏ وتختصر بكلمة كوماركا للمفرد وللجمع كوكاركاس.
هناك اثنتين من الدوائر تقع ضمن محافظات وتعامل معاملة  البلدية ( Corregimiento ) .

## المحافظات
| العلم | المحافظة              | إسبانية        | العاصمة              | المساحة (كم2) | تعداد السكان (إحصاء 2010) |
| ----- | --------------------- | -------------- | -------------------- | ------------- | ------------------------- |
|       | محافظة بوكاس ديل تورو | Bocas del Toro | بوكاس ديل تورو       | 4,657.2       | 125,461                   |
|       | محافظة شيريكي         | Chiriquí       | ديفيد                | 6,490.9       | 416,873                   |
|       | محافظة كوكلي          | Coclé          | بينونومي             | 4,949.6       | 233,708                   |
|       | محافظة كولون          | Colón          | كولون                | 4,575.5       | 241,928                   |
|       | محافظة دارين          | Darién         | لا بالما             | 11,892.5      | 48,378                    |
|       | محافظة هيريرا         | Herrera        | تشيتري               | 2,362.0       | 109,955                   |
|       | محافظة لوس سانتوس     | Los Santos     | لاس تابلاس           | 3,809.4       | 89,592                    |
|       | محافظة بنما           | Panamá         | مدينة بنما           | 9,166.4       | 1,410,175                 |
|       | محافظة فيراغواس       | Veraguas       | سانتياغو دي فيراغواس | 10,587.5      | 226,991                   |
|       | محافظة بنما الغربية   | Panamá Oeste   | لا تشوريرا           | 2,786.1       | 464,038                   |

## الدوائر

### الدوائر
| العلم | الدائرة            | إسبانبة     | العاصمة      | المساحة (كم2) | تعداد السكان (إحصاء 2010) |
| ----- | ------------------ | ----------- | ------------ | ------------- | ------------------------- |
|       | دائرة أمبيرا       | Emberá      | أونيون تشوكو | 4.393.9       | 10,001                    |
|       | دائرة كونا يالا    | Kuna Yala   | إل بورفنير   | 2,358.2       | 33,109                    |
|       | دائرة أنغابي بوغله | Ngäbe-Buglé | تشيتشيكا     | 6,814.2       | 156,747                   |

### الدوائر ضمن المحافظات
| العلم | الدائرة           | إسبانية           | المحافظة     | المساحة (م2) | تعداد السكان (إحصاء 2010) |
| ----- | ----------------- | ----------------- | ------------ | ------------ | ------------------------- |
|       | كونا دي مادوغاندي | Kuna de Madugandí | محافظة بنما  | 2,318.8      | 4,350                     |
|       | كونا وارغاندي     | Kuna de Wargandí  | محافظة دارين | 755          | 809                       |